# Combeinteignhead
Combeinteignhead est un village du Devon, situé dans le sud-ouest de l'Angleterre. 